# 宋维轼
宋维轼（1916年—2010年），中国人民解放军将领、中国人民解放军开国少将。
曾任中国人民解放军第四十三军副政委。1955年，授予中国人民解放军少将。